# Coleophora siccifolia
Coleophora siccifolia (лат.) — вид молевидных бабочек-чехлоносок (Coleophoridae).
Европа.

## Описание
Мелкая молевидная бабочка. Размах крыльев 12—14 мм.
Гусеницы питаются такими растениями как Alnus, Betula lutea, Betula pubescens, Carpinus betulus, Crataegus laevigata, Malus domestica, Sorbus aucuparia и Tilia. Они образуют трубчатый створчатый чехлик. Он почти бочкообразный, с крупным фрагментом листа, который при увядании складывается вокруг трубки. Прежде чем личинка покидает шахту, чтобы начать новую, она часто отслаивает верхний эпидермис, разрезая края. Отслоившийся эпидермис либо отваливается, либо сохнет и скручивается.

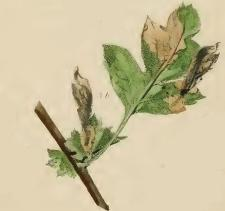
Повреждения
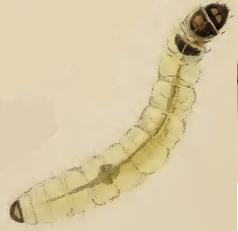
Гусеница